# Margaret Morton
Margaret Morton (Ayrshire, 29 de enero de 1968) es una deportista británica que compitió en curling. Participó en los Juegos Olímpicos de Salt Lake City 2002, obteniendo una medalla de oro en la prueba femenina.

## Palmarés internacional
| Juegos Olímpicos | Juegos Olímpicos                | Juegos Olímpicos | Juegos Olímpicos |
| Año              | Lugar                           | Medalla          | Prueba           |
| ---------------- | ------------------------------- | ---------------- | ---------------- |
| 2002             | Salt Lake City (Estados Unidos) | Medalla de oro   | Equipo           |